# Parafia Podwyższenia Krzyża Świętego w Mchawie
Parafia Podwyższenia Krzyża Świętego w Mchawie − parafia rzymskokatolicka, znajdująca się w dekanacie Lesko, w archidiecezji przemyskiej. 

## Historia
W 1872 roku w Mchawie przy drewnianej cerkwi zbudowano murowaną kaplicę grobową. W 1908 roku zbudowano murowaną cerkiew pw. św. Michała Archanioła. Od 1947 roku w cerkiew była wykorzystywana jako kościół filialny. W 1953 roku władze państwowe cerkiew rozebrały. 
W 1967 roku rozpoczęto odprawianie niedzielnych mszy świętych w kaplicy. Z powodu braku miejsca do kaplicy dobudowano drewnianą szopę, ale władze państwowe doprowadziły do jej usunięcia. Wówczas ks. Tomasz Kość czynił starania o rozbudowę kaplicy. W 1981 roku otrzymano zezwolenie  na powiększenie kaplicy, ale z tego planu zrezygnowano i postanowiono obok kaplicy zbudować większy kościół, według projektu arch. inż. Zdzisława Wojdanowskiego. 
W latach 1981–1983 obok kaplicy grobowej, na miejscu zburzonej cerkwi zbudowano murowany kościół. 31 sierpnia 1986 roku bp Ignacy Tokarczuk dokonał poświęcenia kościoła pw. Podwyższenia Krzyża Świętego. 16 czerwca 1987 roku została erygowana parafia z wydzielonego terytorium parafii Baligród. 27 października 2004 roku abp Józef Michalik poświęcił odnowioną kaplicę grobową.
Na terenie parafii jest 727 wiernych (w tym: Mchawa – 445, Cisowiec – 42, Kielczawa – 48, Roztoki Dolne – 115).
Proboszczowie parafii:
1987–1995. ks. Jan Koszałka,
1995–2000. ks. Ryszard Królicki,
2000–2008. ks. kan. Stanisław Curzytek,
2008– nadal ks. Ireneusz Karpiński.

## Kościoły filialne
- Roztoki Dolne – W 1947 roku drewniana dawna cerkiew została zaadaptowana na kościół filialny pw. św. Michała Archanioła[5].
- Cisowiec – W 1994 roku ks. Tomasz Zięba, ufundował kościół filialny, który został zbudowany na miejscu zburzonej cerkwi. 1 października 1996 roku abp Józef Michalik, poświęcił kościół pw. św. Jana z Dukli.

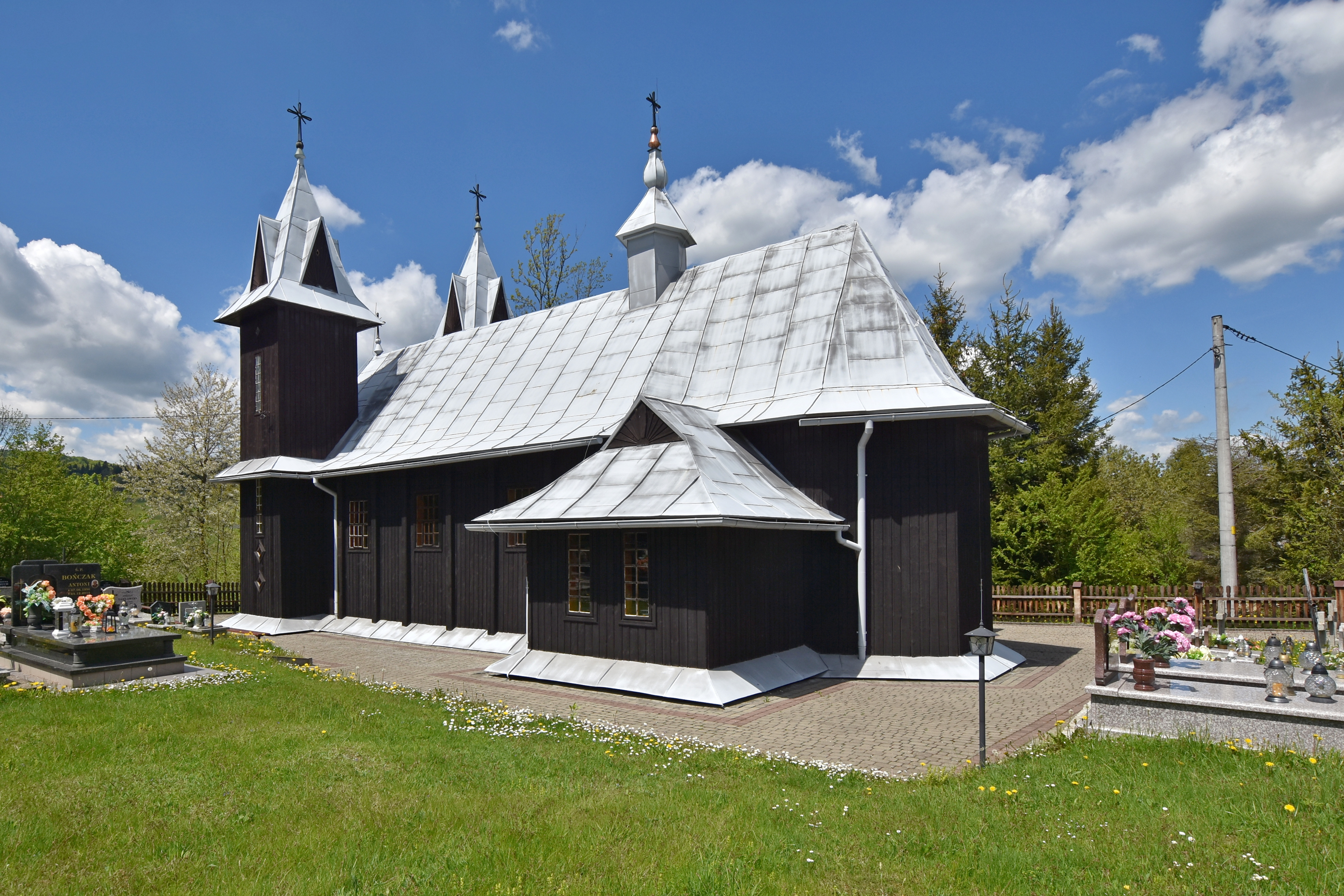
Kościół filialny w Roztokach Dolnych
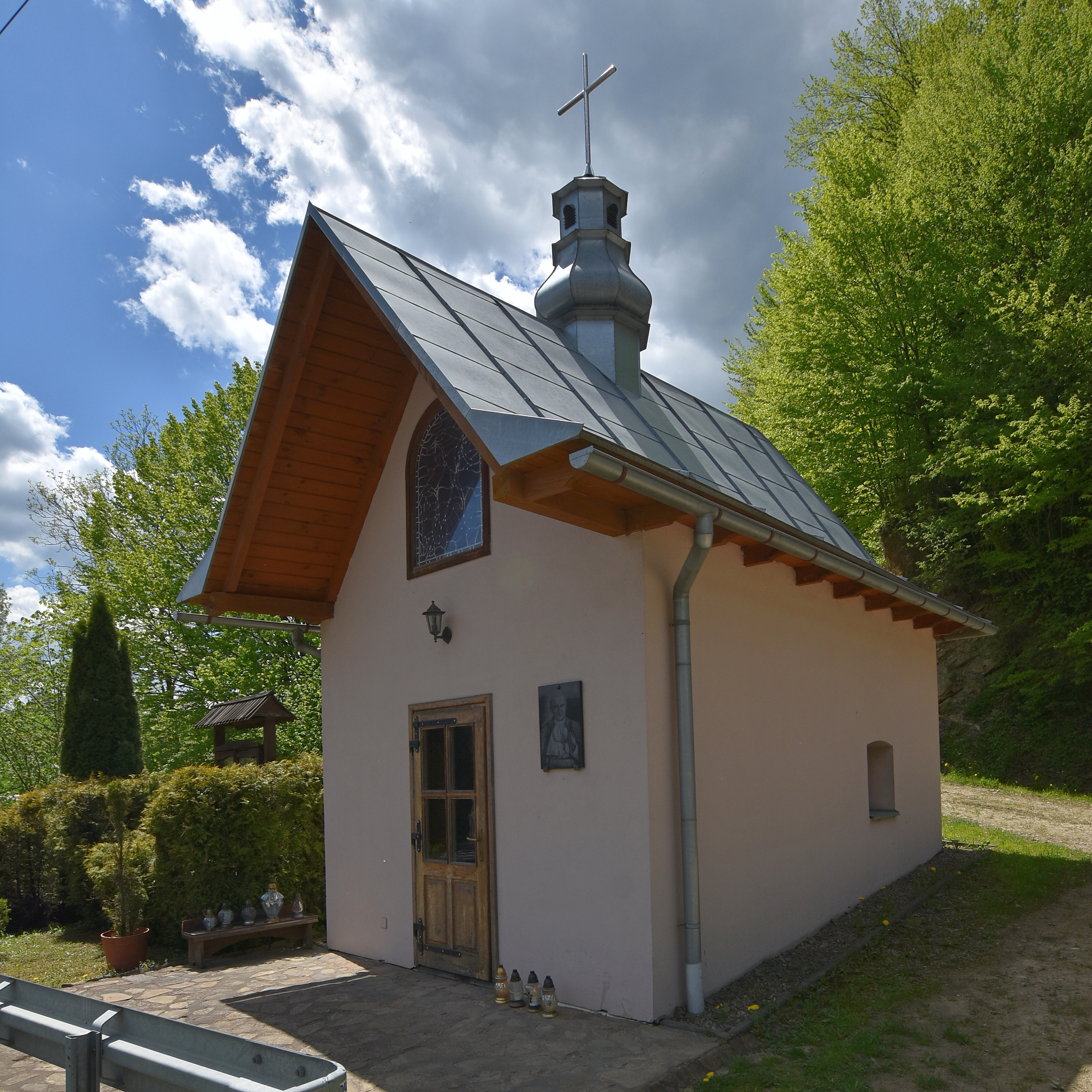
Kaplica Boga Ojca z 1823, (dawna kaplica greckokatolicka)